# A Night to Remember (Beverly Hills, 90210)
A Night to Remember is de zevenentwintigste aflevering van het derde seizoen van het tienerdrama Beverly Hills, 90210, die voor het eerst werd uitgezonden op 28 april 1993. De titel geeft een referentie aan A night to remember over de ondergang van de Titanic.

## Verhaal
Het eindbal nadert en Brenda en Brandon blijken geen date te hebben. Als Andrea's date Jordan zich op het laatste moment ziek meldt, vraagt Andrea Brandon mee uit. Brenda wordt mee uit gevraagd door footballspeler Tony. Eenmaal op het bal maakt Donna zich zorgen, aangezien ze denkt dat dit de nacht is waarop zij en David seks zullen hebben. Als resultaat drinkt ze te veel alcohol bij Davids vader Mel thuis en stort in op het bal. Eerder werd omgeroepen dat iedereen die alcohol drinkt, niet mee mag afstuderen. Ze wordt betrapt door de directrice en zal worden haar diploma niet krijgen. Haar moeder Felice is razend en geeft de schuld aan Mel, die de kinderen drank gaf.

## Rolverdeling
- Jason Priestley - Brandon Walsh
- Shannen Doherty - Brenda Walsh
- Jennie Garth - Kelly Taylor
- Ian Ziering - Steve Sanders
- Gabrielle Carteris - Andrea Zuckerman
- Luke Perry - Dylan McKay
- Brian Austin Green - David Silver
- Tori Spelling - Donna Martin
- Carol Potter - Cindy Walsh
- James Eckhouse - Jim Walsh
- Joe E. Tata - Nat Bussichio
- Matthew Laurance - Mel Silver
- Mark Kiely - Gil Meyers
- Katherine Cannon - Felice Martin
- Ann Gillespie - Jackie Taylor
- Denise Dowse - Mrs. Yvonne Teasley
- Michael Cudlitz - Tony Miller
- Jennifer Grant - Celeste Lundy
- Michael Rawlins - Jordan Bonner